# Praca standaryzowana
Praca standaryzowana jako metodologia została opracowana przez Isao Kato dla Toyota Motor Corporation w ramach jego wieloletniego zaangażowania w ulepszanie produkcji w zakładach firmy, zarówno w Japonii, jak i za granicą.
Praca standaryzowana obejmuje wiele elementów, w tym kluczowe etapy procesu, procedury operatora, miejsca pracy, stosowane maszyny lub technologię, kolejność produkcji, kwestie bezpieczeństwa i kontrole jakości. Identyfikuje również lokalizację i ilość zapasów w systemie.
Korzyści z pracy standaryzowanej obejmują dokumentację bieżącego procesu dla wszystkich zmian, zmniejszenie zmienności, łatwiejsze szkolenie nowych operatorów, zmniejszenie urazów i przeciążenia oraz punkt odniesienia dla działań doskonalących.
Celem pracy standaryzowanej jest wprowadzenie jednolitych, powtarzalnych i zapewniających odpowiednie normy jakości, produktywności i bezpieczeństwa czynności. Tak sformułowane prace standaryzowane są następnie podstawą do dalszych usprawnień – Kaizen.
Praca standaryzowana nie ma być sztywnym zestawem standardowych procedur operacyjnych. Podczas gdy standardy pracy są ustalane w celu uproszczenia i zdefiniowania procesów, tak aby wszyscy w całym spektrum pracy znali swoje obowiązki, odpowiednie, ustandaryzowane programy szkoleń i coachingu w pracy pozostawiają miejsce na ciągłe doskonalenie. Pomaga myśleć o ustandaryzowanych procedurach pracy jako o najbardziej aktualnych najlepszych praktykach, a nie o wyrytych w kamieniu zasadach.